# 사미 유수프
사미 유수프(페르시아어: سامی یوسف, 아제르바이잔어: Sami Yusif, Sami Yusuf 1980년 7월 29일 ~ )는 이란 태생의 영국의 싱어 송 라이터, 작곡가이다.